# تاتول ماراشتسی
تاتول، ماراشتسی (انگلیسی: Thoros of Marash؛ درگذشته ۹ مارس ۱۰۹۸) که با نام توروس هم شناخته میشود، سیاستمدار ارمنی بود که بین سال‌های ۱۰۹۲ تا ۱۰۹۸ میلادی شاهزاده ادسا بود. وی پدر آردا ارمنستان، اولین ملکه هم‌نشین پادشاهی اورشلیم بود.